# The Documentary 2
The Documentary 2 je šesté studiové album amerického rappera The Gamea. Dvojalbum bylo nahráno u Blood Money Entertainment a Entertainment One Music a vydáno odděleně 9. a 16. října 2015. První disk byl vydán jako The Documentary 2 a druhý pod názvem The Documentary 2.5. Názvem jde o sequel k debutovému albu The Documentary (2005).

## O albu
Na albu spolupracovalo mnoho umělců. Výkonnými producenty alba byli The Game, Stat Quo a Cash "Wack100" Jones. Dalšími hudebními producenty byli The Alchemist, Mr. Bangladesh, Battlecat, Boi-1da, Bongo the Drum Gahd, Cardo, Skrillex, Caviar, Cool & Dre, DJ Khalil, DJ Mustard, DJ Premier, DJ Quik, Dr. Dre, Fredwreck, Mike & Keys, Hit-Boy, Jahlil Beats, G Koop, JProof, Jelly Roll, Johnny Juliano, The Mekanics, Mike WiLL Made-It, S1, StreetRunner, Kanye West, Kevin Bivona, Pops Flippa, THX, Tone Mason, Travis Barker, will.i.am, Sevn Thomas, Tarik Azzouz.
Přizvaných umělců bylo taktéž mnoho: Kendrick Lamar, Ice Cube, Dr. Dre, will.i.am, Diddy, Q-Tip, Future, Kanye West, Drake, Snoop Dogg, Fergie, Anderson .Paak, Jay Rock, Schoolboy Q, Nas, Lil Wayne, Scarface, E-40, Ty Dolla $ign, Busta Rhymes a mnozí další.

## Singly
V červnu byl z alba zveřejněn singl "100" (ft. Drake). Píseň se umístila na 82. příčce žebříčku Billboard Hot 100.

## Po vydání
V první týden prodeje se prvního disku prodalo 83 171 kopií (95 450 ks se započítáním streamů). Album tím debutovalo na druhé příčce žebříčku Billboard 200 a na prvních příčkách žánrových žebříčků Top R&B/Hip-Hop Albums a Top Rap Albums. Také zaznamenalo 11,5 milionů streamů. Druhý disk debutoval v USA na 6. příčce se 42 000 prodanými kopiemi (48 000 ks i se streamy). Do začátku listopadu 2015 se v USA prodalo 116 000 kusů prvního disku a 54 000 kusů druhého disku.
Album obdrželo převážně pozitivní ohlasy od kritiků a bylo hodnoceno jako jedno z Gameových nejkvalitnějších.

## Seznam skladeb
| Disk 1 (The Documentary 2) | Disk 1 (The Documentary 2)                     | Disk 1 (The Documentary 2)          | Disk 1 (The Documentary 2) |
| Pořadí                     | Název                                          | Hudba                               | Délka                      |
| -------------------------- | ---------------------------------------------- | ----------------------------------- | -------------------------- |
| 1.                         | Intro                                          | The Mekanics                        | 0:58                       |
| 2.                         | On Me (ft. Kendrick Lamar)                     | Bongo the Drum Gahd, Pops           | 4:45                       |
| 3.                         | Step Up (ft. Dej Loaf a Sha Sha)               | Bongo the Drum Gahd                 | 2:47                       |
| 4.                         | Don't Trip (ft. Ice Cube, Dr. Dre a will.i.am) | will.i.am, Dr. Dre                  | 4:59                       |
| 5.                         | Standing on Ferraris (ft. Diddy)               | Jahlil Beats                        | 4:11                       |
| 6.                         | Dollar and a Dream (ft. Ab-Soul)               | Cool & Dre Just, BonaFide           | 5:52                       |
| 7.                         | Made in America (ft. Mvrcus Blvck)             | Bongo the Drum Gahd                 | 3:14                       |
| 8.                         | Hashtag (ft. Jelly Roll)                       | Bongo the Drum Gahd, Jelly Roll     | 2:59                       |
| 9.                         | Circles (ft. Q-Tip, Eric Bellinger a Sha Sha)  | Bongo the Drum Gahd, Flippa, JProof | 4:11                       |
| 10.                        | Uncle Skit                                     | Stat Quo, The Game                  | 2:04                       |
| 11.                        | Dedicated (ft. Future a Sonyae)                | Bongo the Drum Gahd, Hit-Boy        | 5:45                       |
| 12.                        | Bitch You Ain't Shit                           | Caviar                              | 3:05                       |
| 13.                        | Summertime (ft. Jelly Roll)                    | Mike WiLL Made It                   | 3:43                       |
| 14.                        | Mula (ft. Kanye West)                          | Thomas, Boi-1da, West               | 3:55                       |
| 15.                        | The Documentary 2                              | DJ Premier                          | 4:38                       |
| 16.                        | New York, New York                             | StreetRunner, Azzouz                | 2:21                       |
| 17.                        | 100 (ft. Drake)                                | Cardo, Juliano                      | 5:34                       |
| 18.                        | Just Another Day                               | Bongo the Drum Gahd                 | 3:50                       |
| 19.                        | LA (ft. Snoop Dogg, will.i.am a Fergie)        | will.i.am                           | 5:27                       |
| Celková délka:             | Celková délka:                                 | Celková délka:                      | 73:18                      |

| Disk 2 (The Documentary 2.5) | Disk 2 (The Documentary 2.5)                                                             | Disk 2 (The Documentary 2.5)       | Disk 2 (The Documentary 2.5) |
| Pořadí                       | Název                                                                                    | Hudba                              | Délka                        |
| ---------------------------- | ---------------------------------------------------------------------------------------- | ---------------------------------- | ---------------------------- |
| 1.                           | New York Skit                                                                            | Stat Quo, The Game                 | 2:34                         |
| 2.                           | Magnus Carlsen (ft. Anderson .Paak)                                                      | Bongo the Drum Gahd                | 5:29                         |
| 3.                           | Crenshaw / 80s and Cocaine (ft. Anderson .Paak a Sonyae)                                 | Fredwreck, THX, Travis Barker      | 4:35                         |
| 4.                           | Gang Bang Anyway (ft. Jay Rock a Schoolboy Q)                                            | Bongo the Drum Gahd                | 5:05                         |
| 5.                           | The Ghetto (ft. Nas a will.i.am)                                                         | will.i.am                          | 6:01                         |
| 6.                           | From Adam (ft. Lil Wayne)                                                                | Cool & Dre                         | 3:45                         |
| 7.                           | Gang Related (ft. Asia Bryant)                                                           | Bongo the Drum Gahd                | 4:09                         |
| 8.                           | Last Time You Seen (ft. Scarface a Stacy Barthe)                                         | S1, G Koop                         | 3:50                         |
| 9.                           | Intoxicated (ft. Deion)                                                                  | DJ Khalil                          | 3:04                         |
| 10.                          | Quiks Groove (ft. DJ Quik, Sevyn Streeter a Micah)                                       | DJ Quik                            | 5:41                         |
| 11.                          | Outside (ft. E-40, Mvrcus Blvck a Lil E)                                                 | Travis Barker, Kevin Bivona        | 4:00                         |
| 12.                          | Up on the Wall (ft. Problem, Ty Dolla $ign a YG)                                         | Battlecat                          | 5:05                         |
| 13.                          | Sex Skit                                                                                 | Bongo the Drum Gahd                | 2:51                         |
| 14.                          | My Flag / Da Homies (ft. Ty Dolla $ign, Jay305, AD, Mitchy Slick, Joe Moses, RJ a Skeme) | DJ Mustard                         | 6:37                         |
| 15.                          | Moment of Violence (ft. King Mez, Justus a Jon Connor)                                   | Mike & Keys, DJ Khalil             | 3:22                         |
| 16.                          | Like Father, Like Son 2 (ft. Busta Rhymes)                                               | The Alchemist, Bongo the Drum Gahd | 4:44                         |
| 17.                          | Life                                                                                     | Tone Mason                         | 2:58                         |
| Celková délka:               | Celková délka:                                                                           | Celková délka:                     | 73:50                        |

| iTunes bonus track | iTunes bonus track     | iTunes bonus track       | iTunes bonus track |
| Pořadí             | Název                  | Hudba                    | Délka              |
| ------------------ | ---------------------- | ------------------------ | ------------------ |
| 18.                | El Chapo (se Skrillex) | Mr. Bangladesh, Skrillex | 3:40               |
| Celková délka:     | Celková délka:         | Celková délka:           | 77:30              |

### Samply
- "On Me" obsahuje části písně "On and On" od Erykah Badu.
- "Step Up" obsahuje části písní "Step in the Arena" od Gang Starr, "I Get Around" od Tupac Shakur a "I Wanna Be Down" od Brandy.
- "Don't Trip" obsahuje části písní "Rebirth of Slick (Cool Like Dat)" od Digable Planets a "Fudge Pudge" od Organized Konfusion.
- "Standing on Ferraris" obsahuje části písní "Kick in the Door" a "Things Done Changed" obě od The Notorious B.I.G.
- "Mula" obsahuje části písně "Fall in Love" od Phantogram.
- "The Documentary 2" obsahuje části písně "Rickard Escapes" od Jerry Goldsmith.
- "100" obsahuje části písně "Feel the Fire" od Peabo Bryson.
- "Just Another Day" obsahuje části písně "Where I'm From" od The Game ft. Nate Dogg.
- "LA" obsahuje části písně "Savoir Faire" od Chic.
- "Up on the Wall" obsahuje části písně "Get Down on It" od Kool & the Gang.
- "Like Father, Like Son 2" obsahuje části písně "Like Father, Like Son" od The Game ft. Busta Rhymes.
- "Life" obsahuje části písně "You Give Good Love" od Whitney Houston.

## Mezinárodní žebříčky
| Země                     | Umístění |
| ------------------------ | -------- |
| Austrálie                | 32       |
| Belgie                   | 43       |
| Francie                  | 49       |
| Irsko                    | 10       |
| Kanada                   | 3        |
| Německo                  | 22       |
| Nizozemsko               | 39       |
| Nový Zéland              | 5        |
| Norsko                   | 22       |
| Švédsko                  | 50       |
| UK Albums Chart          | 4        |
| US Billboard 200         | 2        |
| US Billboard R&B/Hip-Hop | 1        |
| US Billboard Rap         | 1        |